# On fait comme on a dit
Pour plus de détails, voir Fiche technique et Distribution.
On fait comme on a dit est un film français sorti en 2000, réalisé par Philippe Bérenger.

## Synopsis
Terry, un jeune garçon des banlieues, souhaite devenir riche. Pour ce faire, il sort avec une jeune fille qui travaille à l'accueil d'une petite banque. Avec son génie et sa persuasion, il amène trois de ses copains à le suivre dans son aventure, un braquage inédit.

## Fiche technique
- Titre : On fait comme on a dit
- Réalisation : Philippe Bérenger
- Scénario : Vincent David
- Musique : Franck Pilant, Nathalie Pilant et Maïdi Roth
- Photographie : Michel Sourioux
- Montage : Jacqueline Herbeth
- Production : Philippe Planells
- Société de production : Canal+, Ciné Factory et Ciné Valse
- Pays de production :  France
- Genre :  comédie
- Durée : 80 minutes
- Dates de sortie : 
  - France : 24 mai 2000

## Distribution
- Gad Elmaleh : Terry
- Atmen Kelif : Samir
- Yvan Le Bolloc'h : Christophe
- Gilbert Melki : Jean-Marc
- Sophie Guillemin : Séverine
- Yvette Petit : Marthe
- François Caron : Roger
- Claude Duparfait : un policier
- Umban U'Kset : Commissaire Diop Fratanie
- Luc Palun : Gambrini
- Samir Mohammed : l'adolescent voleur
- Lionel Robert : le postier
- Ariane Kah : le chauffeur de bus
- Michel Tugot-Doris et Martial Odone : les contrôleurs
- Brigitte Defrance : la dame au chien
- Franck Libert : membre du GIPN